# Concino Concini

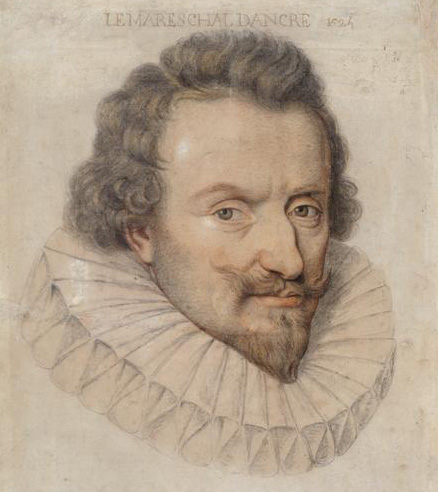
Porträtt av Concino Concini av Daniel Dumonstier.

Concino Consini, född 1575 i Florens, död 1617 i Paris, från 1616 markis d'Ancre, var en fransk statsman av italiensk börd och rådgivare till Maria av Medici. 

## Biografi
Efter en äventyrlig ungdom fick han, tack vare sitt giftermål med Leonora Galigai, kammarfru hos Henrik IV:s drottning Maria av Medici, en framskjuten ställning vid franska hovet. Under Marias regeringstid blev han 1614 utan några som helst militära kvalifikationer marskalk, och 1615 var han, trots att han saknade statsmannaegenskaper, den verklige ledaren för fransk politik.
Hans maktställning framkallade emellertid en våldsam opposition, främst inom den franska aristokratin och sedan Marias son, Ludvig XIII av Frankrike, 1617 störtat den förmyndarregering som systematiskt hållit honom utanför regeringsarbetet, mördades Concini på öppen gata. Concinis hustru, Leonora Dori som varit kammarjungfru hos Maria av Medici, anklagades för häxeri och dömdes till döden för trolldom och avrättades.